# Fullerton (Kalifornia)
Fullerton – miasto w Stanach Zjednoczonych, w stanie Kalifornia.
W 2000 roku populacja wyniosła 126 003 osoby.
W Fullerton urodziła się Gwen Stefani, amerykańska piosenkarka oraz Jennifer Corrales, amerykańska aktorka pornograficzna bardziej znana jako Jenna Haze.
W mieście rozwinął się przemysł elektroniczny, zbrojeniowy, papierniczy oraz metalowy.

## Miasta partnerskie
- Yong Chon,  Korea Południowa
- Yong-in,  Korea Południowa
- Fukui,  Japonia
- Morelia,  Meksyk